# Gustavo Henrique (Fußballspieler, 1994)
Gustavo Henrique da Silva Sousa, genannt Gustavo Henrique oder auch Gustagol (* 29. März 1994 in Registro, São Paulo), ist ein brasilianischer Fußballspieler. Der Rechtsfuß läuft vorwiegend im Angriff auf.

## Karriere
Gustavo Henrique erhielt seine fußballerische Ausbildung beim CA Taboão da Serra und Criciúma EC. Beim zweiten schaffte er 2014 auch den Sprung in den Profikader. Am 16. Februar 2014 spielte er in der Staatsmeisterschaft von Santa Catarina gegen den Chapecoense, wo er in der 76. Minute eingewechselt wurde. Danach kam er noch zu gelegentlichen Einsätzen in verschiedenen Wettbewerben, u. a. sieben in der Série A. 2015 wurde er zunächst an unterklassige Klubs ausgeliehen für, die er in den Staatsmeisterschaften antrat.
Im August 2015 übernahm der Nacional Funchal aus Portugal den Spieler auf Basis eines Leihgeschäftes. Gustavo Henrique kam zwar zu 19 Einsätzen in Liga und Pokal, aber nicht über die Rolle des Reservespielers hinaus. Er verblieb bis Ende Januar 2016 und kehrte dann zum Criciúma EC zurück. Hier setzte Gustavo Henrique sich als Stammspieler durch und kam zu 32 Einsätzen in verschiedenen Wettbewerben. Im August des Jahres wechselte er zu SC Corinthians. Seinen ersten Einsatz für den Klub in der Série A bestritt er am 8. September 2016 gegen Sport Recife. In dem Spiel wurde er nach der Halbzeitpause für Cristian Baroni eingewechselt.
Zum Start in die Saison 2017 wurde Gustavo Henrique für ein Jahr an den EC Bahia ausgeliehen. Mit dem Klub gewann die Copa do Nordeste und bestritt Spiele in der Série A. Er wurde aber noch im Zuge der laufdenden Saison an den Goiás EC abgegeben. Wiederum im Zuge eines Leihgeschäftes bis Jahresende, spielte Gustavo Henrique den Rest des Jahres in der Série B. Nach Abschluss der Saison 2017, wurde bekannt, dass Gustavo Henrique für das Jahr 2018 an den Fortaleza EC ausgeliehen wird.
Nachdem Gustavo Henrique die Saison 2019 vollständig bei Corinthians verbrachte und mit dem Klub die Staatsmeisterschaft von São Paulo gewinnen konnte, schloss sich im Februar 2020 ein erneutes Leihgeschäft an. Er sollte bis Jahresende zu SC International gehen. Obwohl Gustavo Henrique von Corinthians bereits in der Copa Libertadores 2020 eingesetzt worden war, durfte er auch für Internacional in dem Wettbewerb auflaufen. Nachdem der Fußballbetrieb aufgrund der COVID-19-Pandemie Mitte März 2020 eingestellt worden war, kam er bis dahin für Internacional zu drei Einsätzen (zwei in der Staatsmeisterschaft von Rio Grande do Sul und einen in der Copa Libertadores). Im Juli 2020 wurde die Leihe an Internacional vorzeitig beendet und Gustavo Henrique wechselte nach Südkorea. Hier unterzeichnete er einen Kontrakt bei Jeonbuk Hyundai Motors. Bereits am 26. Juli, dem dreizehnten Spieltag der Saison 2020 stand der das erste Mal für den Klub im Meisterschaftswettbewerb auf dem Platz. Im Heimspiel gegen den FC Seoul wurde er nach der Halbzeitpause für Cho Gue-sung eingewechselt und traf in der 63. Minute nach Vorlage von Han Kyo-won zum 3:0-Endstand. In der Saison 2020 konnte der Spieler mit Jeonbuk die nationale Meisterschaft sowie den Pokal gewinnen. Nach 112 Ligaspielen wechselte er im Februar 2024 nach China. Hier schloss er sich den Erstligisten Shanghai Port FC an. Am Ende der Saison 2024 feierte er mit dem Verein die Meisterschaft. Am 23. November 2024 stand er mit Shanghai im Pokalfinale. Hier gewann man gegen den ebenfalls in der ersten Liga spielenden Shandong Taishan mit 3:1.

## Erfolge
Bahia
- Copa do Nordeste: 2017

Corinthians
- Staatsmeisterschaft von São Paulo: 2019

Jeonbuk Motors
- K League 1: 2020, 2021
- Korean FA Cup: 2020, 2022

Shanghai Port FC
- Chinesischer Meister: 2024

- Chinesischer Pokalsieger: 2024

## Auszeichnungen
- Prêmio Arthur Friedenreich: 2018 mit Fortaleza
- Staatsmeisterschaft von São Paulo – Auswahlmannschaft: 2019 mit Corinthians[9]
- Korean FA Cup: 2020 – Torschützenkönig (4 Tore) mit Jeonbuk Motors